# Температура изгиба под нагрузкой
Температура изгиба под нагрузкой, температура тепловой деформации или деформационная теплостойкость (HDT — heat deflection temperature, HDTUL или DTUL) — температура, при которой пластмассовый образец изгибается на стандартное значение под воздействием определенной нагрузки. Методика определения температуры изгиба под нагрузкой регламентирована в стандартах ISO 75, DIN 53461, ASTM D648, ГОСТ 32657-2014.

## Методика
Стандартный призматический образец подвергается трёхточечному изгибу при постоянной нагрузке. На испытуемом образце создаются поверхностные напряжения, которые согласно ISO 75 определены для пластиков следующим образом:
- по методу A — 1,80 МПа;[1]
- по методу B — 0,45 МПа;[1]
- по методу C — 8,00 МПа.[1]

Необходимая нагрузка F рассчитывается следующим образом (для предпочтительного положения образца), Н:

{\displaystyle F={\frac {2\sigma _{\rm {f}}bh^{2}}{3L}}}, где
- b — ширина образца, мм;
- h — высота образца, мм;
- L — расстояние между опорами, мм;
- σf — напряжение при изгибе, МПа.

Начальный прогиб, вызванный приложением испытательной нагрузки, не измеряется. Образец нагревается с постоянной скоростью  120 °С/час. Значение температуры, при котором возникает стандартный прогиб Δs, соответствующий увеличению напряжения при изгибе на 0,2% соответствует температуре изгиба под нагрузкой.
Стандартный прогиб Δs вычисляется следующим образом (для предпочтительного положения образца), мм:

{\displaystyle \Delta s={\frac {L^{2}\Delta \varepsilon _{\rm {f}}}{600h}}}, где
- Δεf — увеличение напряжения при изгибе, %.

## Типичные значения
| Пластик                 | HDT при 0,46 МПа (°С) | HDT при 1,80 МПа (°С) |
| ----------------------- | --------------------- | --------------------- |
| ABS                     | 98                    | 88                    |
| ABS + 30% стекловолокно | 150                   | 145                   |
| PA6                     | 160                   | 60                    |
| PA6 + 30% стекловолокно | 220                   | 200                   |
| PET                     | 70                    | 65                    |
| PET + 30% стекловолокно | 250                   | 230                   |

Температура тепловой деформации не должна быть принята для оценки несущих конструкций из пластиков, поскольку данный вид испытаний является непродолжительным и не учитывает поведение пластиков в долгосрочной перспективе.